# Президентські вибори у США 1804
Президентські вибори в США 1804 року були першими президентськими виборами США після прийняття Дванадцятої поправки до Конституції. Президент Томас Джефферсон, який представляв демократично-республіканську партію, легко здобув перемогу над Чарльзом Пінкні від федералістів. Джордж Клінтон був обраний віцепрезидентом. На відміну від процедури голосування виборців виборники голосують за кандидатури Президента і Віцепрезидента окремо. Такий порядок встановлено XII поправкою до Конституції США, що набула чинності в 1804 році.

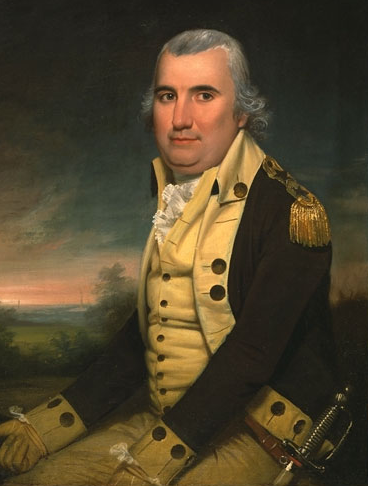
Чарлз Котсворт Пінкні, претендент від федералістської партії.

## Контекст виборів
Після майже рівних виборів 1800 року Томас Джефферсон постійно збільшував свою популярність. Американська торгівля процвітала завдяки тимчасовому припиненню революційних воєн у Франції. Великим досягненням стала Луїзіанська покупка 1803 року, що значно збільшила територію США і їх вплив у світі.

## Вибори

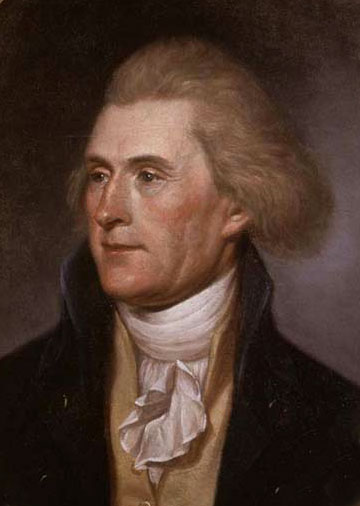
Томас Джефферсон був переобраний 1804 року президентом США.

Джефферсон номінував губернатора з Нью-Йорка Джорджа Клінтона як кандидата у віцепрезиденти, який замінив Аарона Берра. Федералісти вибрали Чарльза Пінкні та Руфуса Кінга як своїх кандидатів. Однак, критика політики Джефферсона виявилася безплідною, і він переміг з величезним відривом, випередивши федералістів навіть в штатах Нової Англії, що вважалася оплотом федералістів.

### Результати
| Кандидат         | Партія                              | Виборці   | Виборці | Виборники |
| Кандидат         | Партія                              | Кількість | %       | Виборники |
| ---------------- | ----------------------------------- | --------- | ------- | --------- |
| Томас Джефферсон | Демократично-республіканська партія | 104.110   | 72,8 %  | 162       |
| Чарльз Пінкні    | Федералістська партія               | 38.919    | 27,2 %  | 14        |
| Всього           | Всього                              | 143.029   | 100 %   | 176       |